# Monodramă
O monodramă este o piesă de teatru sau de operă jucată de un singur actor sau cântăreț, având, de obicei, un singur personaj.

## În operă
În operă, o monodramă a fost inițial o melodramă cu un singur rol, precum Pygmalion a lui Jean-Jacques Rousseau, care a fost scrisă în 1762 și reprezentată pentru prima dată la Lyon în 1770, și opera omonimă (1779) a lui Georg Benda.
Termenul de monodramă (uneori mono-operă) este, de asemenea, folosit în cazul operelor moderne cu un singur solist, cum ar fi Die glückliche Hand (1924) a lui Arnold Schönberg, care, în afară de protagonist, are două roluri suplimentare mute, plus un prolog coral și un epilog. Erwartung (1909) și La voix humaine (1959) urmează îndeaproape definiția tradițională, în timp ce în Eight Songs for a Mad King (1969) a lui Peter Maxwell Davies, instrumentiștii sunt aduși pe scenă cu scopul de a participa la acțiune. Printre exemplele din secolul al XXI-lea sunt Émilie (2008) de Kaija Saariaho sau Wittgenstein-Lieder (2016) de Robert Piéchaud.

## În teatru
În Anglia, primul exemplu de monodramă a fost pe o temă mitologică, în acest caz Pandora lui Frank Sayers (1790), sub forma unei recitări cu voce din spatele scenei. Robert Southey a preluat noua formă, producând unsprezece piese astfel desemnate între anii 1793-1804; la fel a făcut și Matthew Lewis în publicul său a interpretat și foarte melodramatic The Captive.
Nurul Momen (Nemesis, 1944), Samuel Beckett (Krapp's Last Tape, 1958) și Anton Cehov (Asupra efectelor nocive ale tutunului, 1886, 1902), printre alții, au scris monodrame. Poemul „Maud” al lui Tennyson este jucat, de asemenea, ca o monodramă. Patrick Süskind are o persoană care vorbește cu publicul în Der Kontrabaß (1981). Un exemplu modern este A Night in November (1994) al dramaturgei irlandeze Marie Jones.
Ocazional, o scenă solo dintr-o piesă ar putea fi descris ca o monodramă. Cele mai multe piese pentru mimi sunt concepute ca monodrame.
Potrivit teoriei dezvoltate de dramaturgul simbolist rus Nikolai Evreinov (1879-1953) și înglobate în cartea sa The Theatre in Life (1927), monodrama este o reprezentare dramatică a ceea ce trece prin mintea individuală. Tot ce se petrece pe scenă descrie starea mentală a protagonistului.
Cel mai mare festival de teatru solo din lume, United Solo are loc anual în New York, la Theatre Row. În 2013 au fost prezentate acolo peste 120 de producții.
În Kiel, Germania, are loc cu regularitate un festival internațional de teatru pentru monodrame, Festivalul Internațional de Monodramă Thespis.